# Каменная стена с Никольскими и Зверинскими воротами
Каменная стена с Никольскими и Зверинскими воротами — памятник архитектуры. Расположен в Петергофе, отделяет Нижний парк с восточной его части от Александрии. Ограда начинается у залива и выходит к зданию Готических конюшен. Никольские ворота расположены в конце Никольской аллеи, Зверинские — у въезда в Александрию по Александрийскому шоссе (ранее парк Александрия был Зверинцем, откуда пошло название ворот).

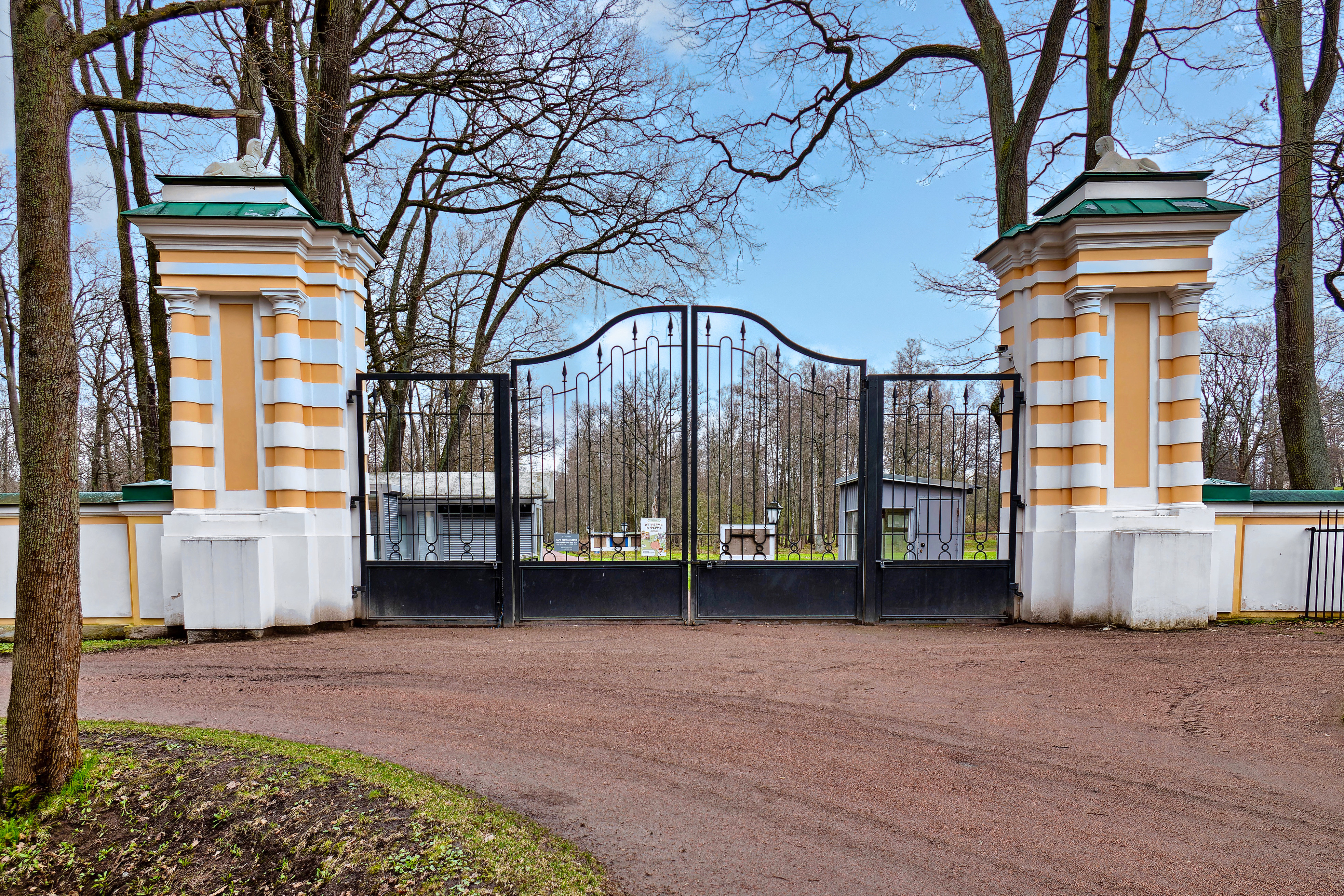
Никольские ворота

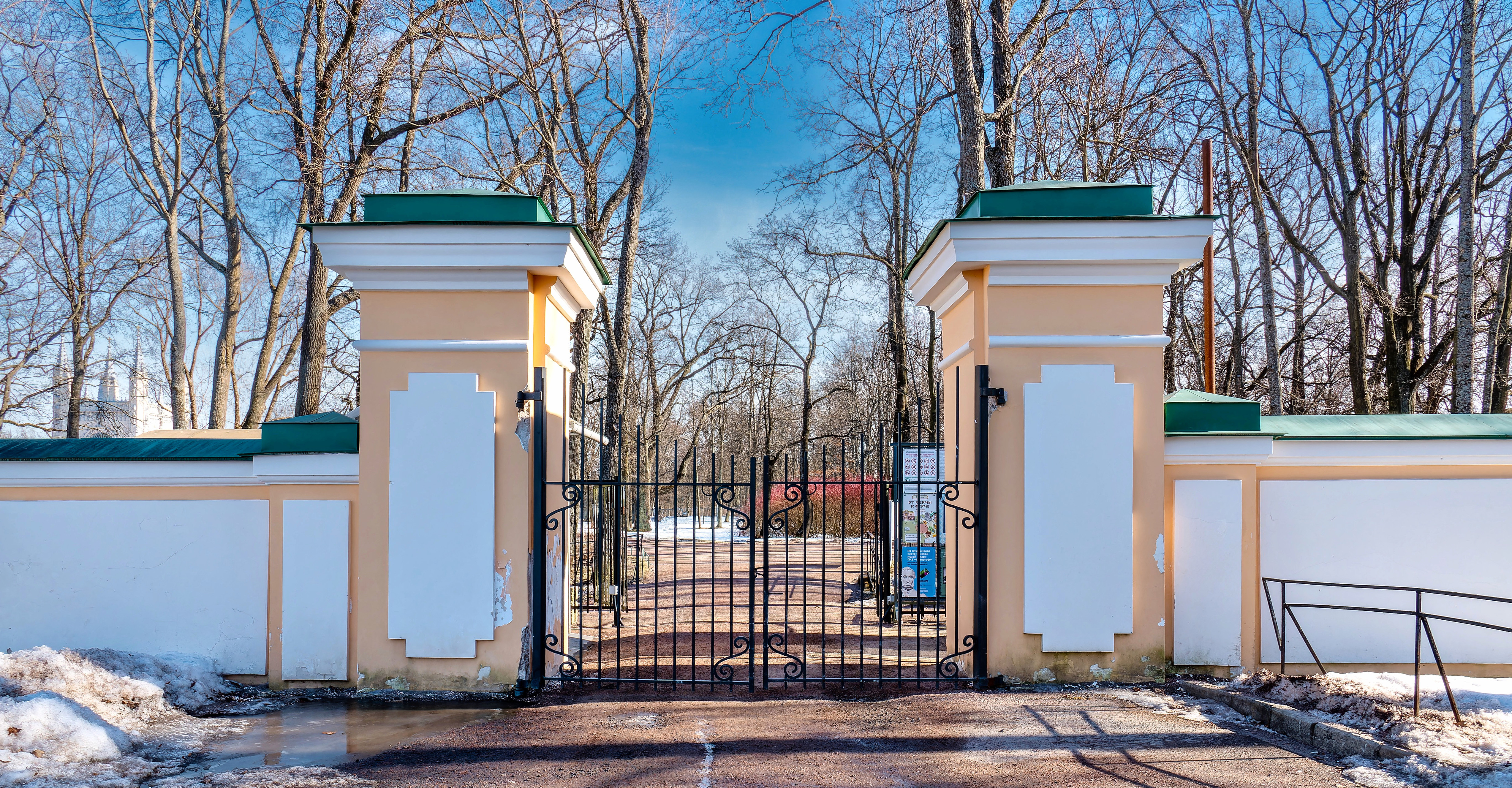
Зверинские ворота

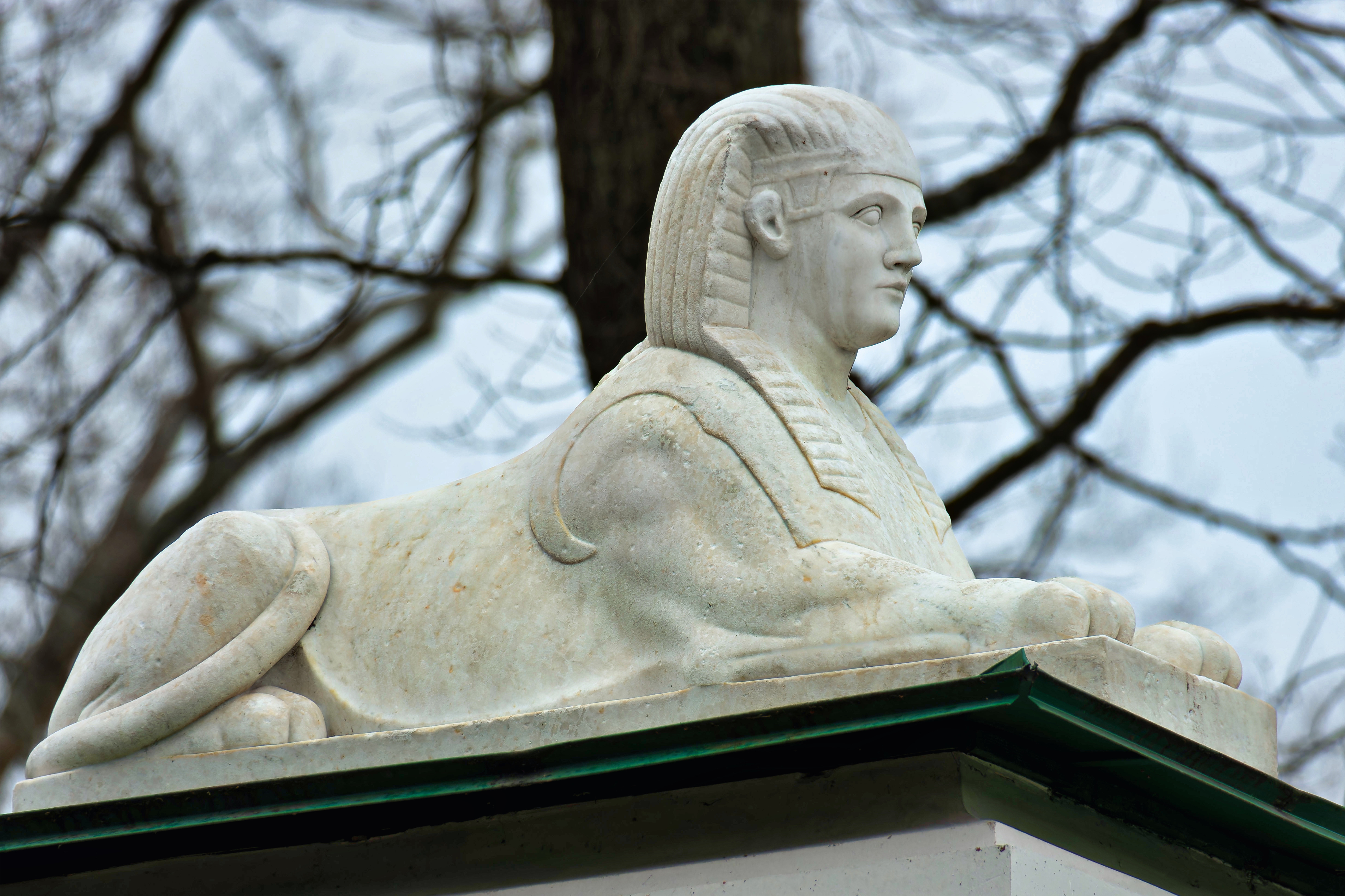
Сфинкс на пилоне Никольских ворот

В первой половине XVIII века Нижний парк и Зверинец отделял тын, с 1769 года был построен дощатый забор и каменные пилоны Никольских ворот с декоративной скульптурой работы Мартелли, Джанини и Дункера и ажурными деревянными створами. К концу XVIII века пилоны были украшены скульптурами сфинксов.
В 1799—1800 годах была построена гладко оштукатуренная кирпичная стена по проекту Ф. П. Броуэра; он же построил Зверинские (Звериные) и Морские ворота. Стена и ворота неоднократно разрушались, особенно при наводнениях.
Сфинксы на Никольских воротах простояли до 1920-х годов. Статуи несколько раз заменяли — сначала они были вырезаны из дерева, потом сделаны из бетона, потом были алебастровыми. В 2002 году на их место установили мраморных сфинксов, сделанных неизвестным мастером первой половины XIX века; эти статуи поступили в музейные фонды приблизительно в 1930-х годах и впервые встречаются в описи 1938 года. Сначала эти сфинксы стояли у Большой Оранжереи на пьедесталах, ранее бывших частями Больших фонтанов; на этом месте они перенесли Великую Отечественную войну. Реставрация скульптур проходила в 1946—1947 и 2002 годах.